# Rio Glogoveanu
O Rio Glogoveanu é um rio da Romênia, afluente do Rio Dâmbovnic, localizado no distrito de Dâmboviţa e Teleorman.